# Juncarejo (Valdemoro)

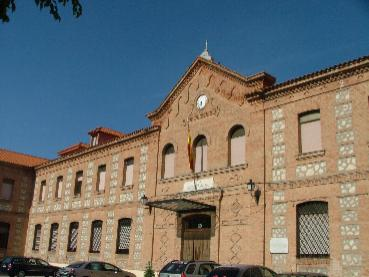
Fachada principal de El Juncarejo

El Juncarejo es un edificio de Valdemoro construido por Bruno Fernández de los Ronderos en 1885, que en la actualidad alberga el Colegio Marqués de Vallejo, cuyo alumnado está compuesto básicamente por niñas y niños de familias vinculadas a la Guardia Civil. El 19 de junio de 1880 se puso la primera piedra del edificio, en un acto presidido por el Rey de España, Alfonso XII y su esposa María Cristina.

## Características
Consta de dos partes diferenciadas, el edificio original y los anexos posteriores. El edificio principal es de 3 plantas como mínimo (hay habitaciones utilizadas como trastero en el tejado y habitaciones ocultas con camillas y grilletes, de cuando fue un hospital antes que un colegio para huérfanas de guardia civil), y está construido en aparejo toledano. Es uno de los mejores exponentes de la arquitectura valdemoreña del siglo XIX, tanto por la calidad del proyecto como por su austeridad. Su tamaño y valor arquitectónico lo permiten equipararse a las grandes obras de estilo ecléctico construidas en Madrid en la época.
Destacan también sus jardines, poblados de cipreses y otras especies. Goza de protección estructural y de la parcela dentro del Catálogo de Bienes y Espacios Protegidos del Plan General de Valdemoro.